# Lagoa do Peixe
La laguna del Pez (en portugués: Lagoa do Peixe) está situada en el litoral sur del estado de Río Grande del Sur en Brasil, en el istmo formado por la lagoa dos Patos y el océano Atlántico, en el municipio de Tavares. Técnicamente es un laguna, – aunque tiene un canal de comunicación con el mar la mayor parte del año – con una superficie de agua de 35 km² de extensión. Forma parte de la red hemisférica de reservas para aves playeras como sitio de categoría internacional.

## Fauna
La laguna representa un punto de encuentro y comedero para grandes concentraciones de aves migratorias del hemisferio Norte (en verano) al hemisferio Sur (en invierno), entre ellas se pueden indicar las capororocas (Coscoroba coscoroba), los flamencos (Phoenicopterus ruber), los Phalacrocorax brasilianus, los Scolopacidae de pecho amarillo, las gaviotas, los Rynchops niger, los Haematopus palliatus, los Anous stolidus, los Scolopacidae y el cisne de cuello negro (Cygnus melanocoryphusos). Entre los mamíferos que pueden ser avistados destacan el Pseudalopex gymnocercus, el Dasypodidae y pequeños roedores.
No solo las aves se alimentan de los frutos de la laguna, también los pescadores de la región practican la pesca de la camarão-rosa (Farfantepenaeus paulensis), con las licencias concedidas por la IBAMA.

## Historia
El nombre de lagoa do Peixe (laguna del pez) es originario, como lo atestigua su etimología, de la abundante pesca existente en la gran extensión de sus aguas, siendo estas muy someras ya que la profundidad máxima es de 65 cm). El enlace con el mar, por medio de la denominada barra da lagoa, renueva y aumenta la población de peces de distintas especies.

## Geografía
A unos ocho kilómetros de la Lagoa do Peixe se encuentra la Lagoa do Fumo donde en sus proximidades está el municipio de Mostardas. El área total de la laguna y gran parte de su entorno próximo constituyen el Parque Nacional da Lagoa do Peixe. El extremo sur de la laguna está dividido entre los municipios de Tavares y São José do Norte.